# カップヌードルロブスターソースシーフード
カップヌードルロブスターソースシーフードは、日清食品の商品「カップヌードル」の種類。

## 概要
- 2006年9月より、期間限定発売。シーフードヌードルのスープをベースに、ロブスターの風味と味噌のコクを加え、更にトマトやハーブ、ホワイトペッパーで、味わい深く洋風スープに仕上げてある。
- 具には、彩り鮮やかなシーフード具材（タコ・カニ他）がふんだんに使用されている。

## 標準栄養成分
- エネルギー 470kcal
- 蛋白質 11.8g
- 脂質 19.6g
- 炭水化物 61.8g
- ナトリウム 2.5g
- ビタミンB1 3.16mg
- ビタミンB2 0.27mg
- カルシウム 115mg
- (1食102g当たり)

## ラインナップ
- BIG（期間限定発売）